# Eupithecia scoparia
Eupithecia scoparia là một loài bướm đêm trong họ Geometridae.